# Cuasi norma
En álgebra lineal, análisis funcional y áreas relacionadas de las matemáticas, una cuasi norma (término también escrito en ocasiones como cuasinorma, cuasi-norma o casi norma), es una aplicación que satisface los axiomas de una norma excepto la desigualdad triangular, que se reemplaza por:
{\displaystyle \|x+y\|\leq K(\|x\|+\|y\|)}
para algunos {\displaystyle K>1.}

## Definición
Una cuasi seminorma
 en un espacio vectorial {\displaystyle X} es una aplicación de valor real {\displaystyle p} en {\displaystyle X} que satisface las siguientes condiciones:
1. No negatividad: {\displaystyle p\geq 0;}
2. Homogeneidad absoluta: {\displaystyle p(sx)=|s|p(x)} para todos los {\displaystyle x\in X} y todos los escalares {\displaystyle s;}
3. Existe un {\displaystyle k\geq 1} real tal que {\displaystyle p(x+y)\leq k[p(x)+p(y)]} para todos los {\displaystyle x,y\in X.}
  - Si {\displaystyle k=1}, entonces esta desigualdad se reduce a la desigualdad triangular. Es en este sentido que esta condición generaliza la desigualdad triangular habitual.

Una cuasi norma
 es una cuasi seminorma que también satisface:
1. Definida positiva/Separación de puntos
: si {\displaystyle x\in X} satisface {\displaystyle p(x)=0,} entonces {\displaystyle x=0.}

Un par {\displaystyle (X,p)} que consta de un espacio vectorial {\displaystyle X} y una cuasi seminorma asociada {\displaystyle p}, se denomina  espacio vectorial cuasi seminormado.

Si la cuasi-seminorma es una cuasinorma, también se llama espacio vectorial cuasi normado.

Multiplicador
El ínfimo de todos los valores de {\displaystyle k} que satisfacen la condición (3) se llama multiplicador
de {\displaystyle p.}
El multiplicador en sí también satisfará la condición (3), por lo que es el único número real más pequeño que satisface esta condición.
El término {\displaystyle k} cuasi seminorma se utiliza a veces para describir una cuasi seminorma cuyo multiplicador es igual a {\displaystyle k.}
Una norma (respectivamente, una seminorma) es precisamente una cuasi norma (respectivamente, una cuasi seminorma) cuyo multiplicador es {\displaystyle 1.}
Así, cada seminorma es una cuasi seminorma y cada norma es una cuasi norma (y una cuasi seminorma).

### Topología
Si {\displaystyle p} es una cuasinorma en {\displaystyle X}, entonces {\displaystyle p} induce una topología vectorial en {\displaystyle X} cuya base de entornos en el origen está dada por los conjuntos:
{\displaystyle \{x\in X:p(x)<1/n\}}
ya que {\displaystyle n} abarca los números enteros positivos.
Un espacio vectorial topológico con dicha topología se llama espacio vectorial topológico cuasi normado
o simplemente  espacio cuasi normado.
.
Todo espacio vectorial topológico cuasinormado es pseudometrizable.
Un espacio cuasinormado completo se llama espacio cuasi de Banach.
Todo Espacio de Banach es un espacio cuasi-Banach, aunque no a la inversa.

### Definiciones relacionadas
Un espacio cuasinormado {\displaystyle (A,\|\,\cdot \,\|)} se llama álgebra cuasi normada
si el espacio vectorial {\displaystyle A} es un álgebra y existe una constante {\displaystyle K>0} tal que
{\displaystyle \|xy\|\leq K\|x\|\cdot \|y\|}
para todo {\displaystyle x,y\in A.}
Un álgebra cuasi normada completa se llama álgebra cuasi de Banach.

## Caracterizaciones
Un espacio vectorial topológico (EVT) es un espacio cuasi normado si y solo si posee un entorno acotada del origen.

## Ejemplos
Dado que toda norma es una cuasi norma, cada espacio vectorial normado es también un espacio cuasi normado.
Espacios {\displaystyle L^{p}} con {\displaystyle 0<p<1}
Los espacios {\displaystyle L^{p}} para {\displaystyle 0<p<1} son espacios cuasi normados (de hecho, incluso son espacios F) pero no son, en general, normables (lo que significa que podría no existir ninguna norma que defina su topología).
Para {\displaystyle 0<p<1,}, un espacio de Lebesgue {\displaystyle L^{p}([0,1])} es un EVT metrizable completo (un espacio F), es decir, no es localmente convexo (de hecho, sus únicos subconjuntos abiertos convexos son el propio {\displaystyle L^{p}([0,1])} y el conjunto vacío) y el único funcional lineal continuo en {\displaystyle L^{p}([0,1])} es la función constante {\displaystyle 0}.(Rudin, 1991, §1.47)
En particular, el teorema de Hahn–Banach no se cumple para {\displaystyle L^{p}([0,1])} cuando {\displaystyle 0<p<1.}